# 聖詹姆士宮
聖詹姆士宮（英語：St. James's Palace）是伦敦历史最悠久的宮殿之一。它坐落在聖詹姆斯區的蓓尔美尔街上，北临聖詹姆士公園。雖然英国君主已經有近兩個世紀的時間沒有在這裡居住，但它至今仍然是英国君主的正式王宫，且在英國各王宮中居于首位。基於這個原因，英国朝廷（Royal Court）即以聖詹姆士宮为名，正式名稱为“圣詹姆斯朝廷”。

## 歷史
聖詹姆士宮最早是由英格兰国王亨利八世下旨興建的。此处原是一家痲瘋病院，其守護聖者是耶稣十二門徒之一聖雅各（或译“聖詹姆士”） （页面存档备份，存于），宮殿和附近的公園都由此得名。 該病院在1532年被解散。宮殿的建造从1531年开始，于1536年竣工，使用了“紅磚都鐸風格”，由四个四方庭院组成。宮殿北側现存的主门樓仍基本保持原样，兩旁是配以裝飾性城垛的多邊形塔楼，不过主门樓的窗戶都配上了的乔治风格的上下滑動窗。
聖詹姆士宮成为了亨利八世最喜爱的宫殿之一，僅次於他的寢宮懷特霍爾宮（或译“白厅宮”）。亨利八世的兩名子女都在這裡去世，包括私生子亨利·菲茨罗伊和「血腥女王」瑪麗一世——瑪麗女王的心臟和腸子被埋葬在聖詹姆士宮的御用礼拜堂内。據說1588年，「榮光女王」伊丽莎白一世等待迎擊西班牙無敵艦隊的那個難熬的夜晚，就是在聖詹姆士宮度過。而1649年的查理一世国王在聖詹姆士宮度过的那晚則肯定更加輾轉反側、夜不成眠了——這裡是他臨行刑前最後的寢室，他成为英國歷史上唯一一個被處死的國王。接著1649年至1653年間短暫的共和國時期，獨裁者克倫威爾为了粉碎一切皇權的象徵，把聖詹姆士宮改作軍營之用。但不久，随着王室的复辟，查理一世之子、本身出生於聖詹姆士宮的查理二世国王就恢復了其誕生之地的原貌。查理二世又重新規劃了宫殿北面的聖詹姆士公園。 1698年，懷特霍爾宮被焚毁后，聖詹姆士宮正式成為了當時的瑪麗二世及其夫婿威廉三世的主要居所。从这时起，时至今日，这里都是英國君主日常起居的管理中心。

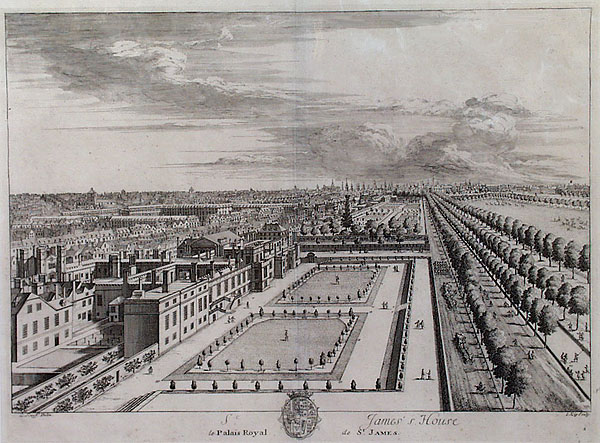
1715年的聖詹姆士宮和蓓尔美尔街道

1714年起，汉诺威王朝的前三個君主（喬治一世、喬治二世和喬治三世）均使用聖詹姆士宮作為他們在倫敦時的主要居所，雖然它的華麗程度較諸當時其他歐洲大陸的宏偉皇宮例如凡爾賽宮、美泉宮或無憂宮要失色得多；以至於小說家丹尼爾·狄福在1725年都戲稱它為「又矮又平凡」（low and mean）。1809年，一場大火燒毀了宮殿的一部分，當中包括東南面的一些國王私人公寓，這些公寓在火災後並沒有重建，使得通往女王禮拜堂的部分變得空曠起來，現時只有一條莫爾伯勒路（Marlborough Road）把兩座建築物連接起來。

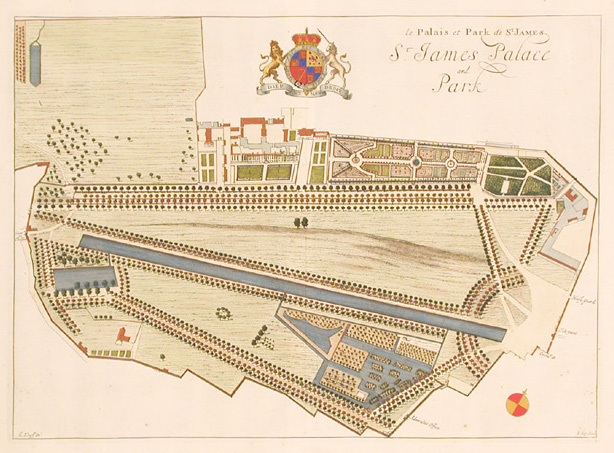
18世紀的聖詹姆士宮平面圖

1762年，喬治三世又為了他的王后梅克伦堡-施特雷利茨的夏洛特而購回白金漢大宅（白金漢宮的前身），這使得在19世紀上半葉聖詹姆士宮的重要性一直都在下降中，在越來越多情況下僅只用於一些正式場合，例如重要的官方宴會、皇室婚禮和受洗儀式等。終於維多利亞女王決定於1837年正式搬離聖詹姆士宮，結束它的法定皇家居所地位。倫敦大火之後，聖詹姆士宮交由建築師克里斯多佛·雷恩爵士和威廉·肯特承擔修繕工程，他們保留了少量的內部結構部件和室內裝潢，但現存的面貌則主要是在19世紀改建而成。而美學家威廉·莫里斯和他的公司在1866年至1867年間也受託重新裝修過宮內的軍械庫和掛毯室。

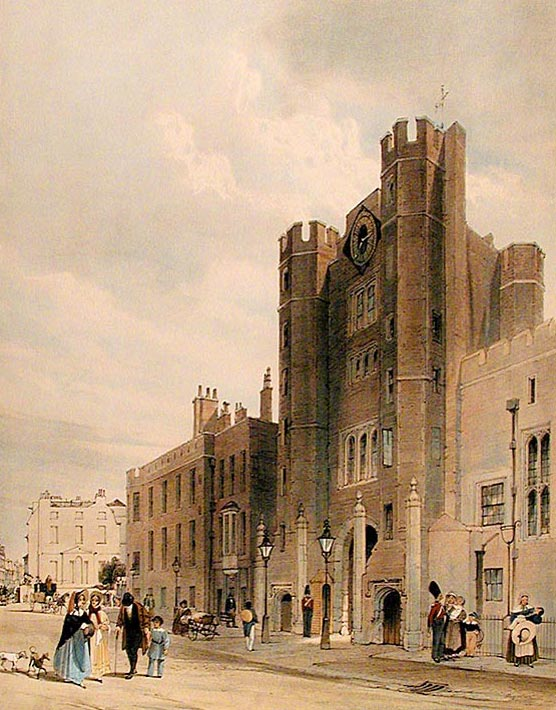
畫家筆下的王宮（繪於1842年）

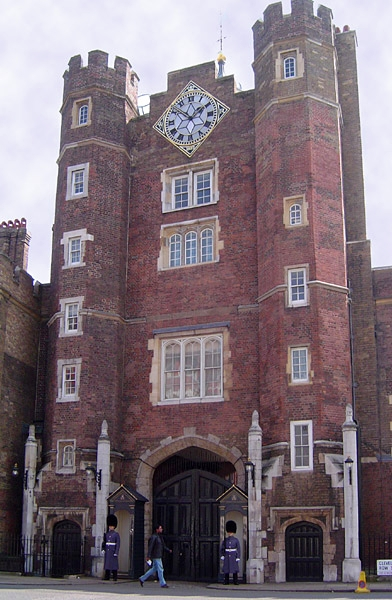
2006年的聖詹姆士宮

## 出生在聖詹姆士宮的人物
- 安妮女王：1702年即位，在位期间签署《1707年聯合法令》统一大不列顛島。
- 大銀行家威廉·內維爾·哈特（英语：William Neville Hart）爵士
- 查理二世：1660年即位使斯图亚特王朝复辟，在位期間發生倫敦大瘟疫、倫敦大火等災難。

## 近况

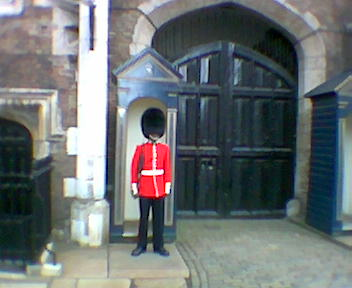
隸屬御林軍的擲彈兵衛隊正在聖詹姆士宮大門站哨

聖詹姆士宮仍然是一個運作中的王宮，而且也是具法定地位的正式宮廷，因此外國大使仍會在這裡接受英國君主的官方認可和委任，雖然他們在這之前會先被接待到白金漢宮去謁見皇室成員。它現時亦是長公主安妮及其堂姨雅麗珊郡主在倫敦的居所。
而王宮的另一部分則由廣闊複雜的建築群組成，主要用作宮廷的辦公處以及官員們的宿舍。其中包括了約克館，現任國王查爾斯三世與他的兒子威廉王子和哈利王子即曾經在此生活過；蘭開斯特府交由國王陛下政府作公務接待外賓之用；毗連的克拉倫斯府有著更重要的使命，它曾經是英女王伊莉莎白二世的母親伊莉莎白王太后的寢宮，現時的主人則是國王查爾斯三世，他在2003年把祖母留下來的大樓裝修得煥然一新，從此之後這裡便成為了他的私人辦公室。
歷史悠久的女王礼拜堂乃由英國第一代建築巨匠伊尼戈·琼斯所造，與宮內其他部分不同的是，它會在某些特定日子開放予公眾人士參觀。聖詹姆士宮是現時倫敦僅有四座由英國御林軍負責防務和警衛的建築物之一（另外三處分別是白金漢宮、克拉倫斯館及騎兵衛隊總部）。自2000年以後，珍貴的英國皇家集郵收藏亦由逗留了長達整個20世紀的白金漢宮，移師到聖詹姆士宮作進一步的妥善保存。
從2008年10月以後，正式而言則是由2009年1月6日起，服侍威廉王子和哈利王子的隨從人員搬入了聖詹姆士宮，並開始首次直接受兩位王子差遣。在2010年時，日常照顧這對皇室兄弟的職責轉為交由查爾斯親王的辦公室，也就是克拉倫斯館負責。

## 外部連結
- （英文）英國王室官方網頁 （页面存档备份，存于）
- （英文）來看看聖詹姆士宮的詳細歷史記載
- （英文）聖詹姆士宮的歷史性照片
- （英文）Edward Walford, 'St James's Palace', Old and New London Vol. 4 (1878:100-122). （页面存档备份，存于） Date accessed: 22 February 2008.
- （英文）皇室管家為你講解有關聖詹姆士宮的事（页面存档备份，存于）
- （英文）Nikolaus Pevsner, The Buildings of England: London 6: Westminster (2003), pp 594–601
- （英文）Friends of Cathedral Music
- （英文）聖詹姆士宮旅遊指南